# Aguilar de la Frontera
Aguilar de la Frontera település Spanyolországban, Córdoba tartományban. Aguilar de la Frontera Lucena, Montalbán de Córdoba, Monturque, Puente Genil, Santaella, Montilla, Moriles és Badolatosa községekkel határos. Lakosainak száma 13 210 fő (2024).

## Népesség
A település népessége az elmúlt években az alábbi módon változott:
| Lakosok száma | 13 435 | 13 522 | 13 657 | 13 746 | 13 654 | 13 631 | 13 511 | 13 328 | 13 398 | 13 210 |
|               | 2001   | 2004   | 2006   | 2009   | 2011   | 2014   | 2016   | 2019   | 2021   | 2024   |